# Rogojny (Kowale Oleckie)
Rogojni (deutsch Rogonnen, Forsthaus) ist eine kleine Waldsiedlung (polnisch osada leśna) in der polnischen Woiwodschaft Ermland-Masuren und gehört zur Landgemeinde Kowale Oleckie (Kowahlen, 1938 bis 1945 Reimannswalde) im Powiat Olecki (Kreis Oletzko, 1933 bis 1945 Kreis Treuburg).

## Geographische Lage
Rogojny liegt im Nordosten der Woiwodschaft Ermland-Masuren westlich des Jezioro Piłwąg (Pillwungsee) im Borkener Forst (auch: Borker Heide, polnisch Puszcza Borecka), 25 Kilometer nordwestlich der Kreisstadt Marggrabowa (1928 bis 1945: Treuburg, polnisch Olecko).

## Geschichte
Das Forsthaus Rogonnen wurde im Jahre 1775 erstmals erwähnt. Vor 1785 nannte man den kleinen Ort auch Romanowen, nach 1785 hieß er Thurowen, danach bis 1945 Rogonnen. Mit diesem Namen war er vor 1945 immer auch Teil der Landgemeinde Rogonnen (polnisch Rogojny), mit der er bis 1945 zum Kreis Oletzko – 1933 bis 1945 umbenannt in „Landkreis Treuburg“ – im Regierungsbezirk Gumbinnen der preußischen Provinz Ostpreußen gehörte. 1874 war Rogonnen in den Amtsbezirk Haasznen (1936 bis 1938: Haaschnen, 1938 bis 1945: Haschnen, polnisch Łaźne, nicht mehr existent) eingegliedert, noch vor 1908 wurde die Landgemeinde Rogonnen selbst Amtsdorf und damit namensgebend für einen Amtsbezirk.
Aufgrund der Bestimmungen des Versailler Vertrags stimmte die Bevölkerung im Abstimmungsgebiet Allenstein, zu dem Rogonnen gehörte, am 11. Juli 1920 über die weitere staatliche Zugehörigkeit zu Ostpreußen (und damit zu Deutschland) oder den Anschluss an Polen ab. In Rogonnen stimmten 381 Einwohner für den Verbleib bei Ostpreußen, auf Polen entfiel keine Stimme.
In Kriegsfolge kam das Forsthaus Rogonnen mit dem gesamten südlichen Ostpreußen zu Polen und heißt jetzt „Rogojny“ - osada leśna. Es liegt im Schulzenamtsbereich (polnisch Sołectwo) Czerwony Dwór (Rothebude) im Verbund der Landgemeinde Kowale Oleckie im Powiat Olecki in der Woiwodschaft Ermland-Masuren.

## Kirche
Das Forsthaus Rogonnen war vor 1945 in das Kirchspiel der evangelischen Kirche zu Czychen (1938 bis 1945: Bolken, polnisch Cichy) in der Kirchenprovinz Ostpreußen der Kirche der Altpreußischen Union bzw. in die katholische Pfarrei Marggrabowa (1928 bis 1945: Treuburg, polnisch Olecko) im Bistum Ermland eingepfarrt. Heute gehört die Waldsiedlung Rogojny zur Pfarrkirche in Cichy im Bistum Ełk (Lyck) der Katholischen Kirche in Polen bzw. zur Kirche Gołdap (Goldap) in der Pfarrei Suwałki in der Diözese Masuren der Evangelisch-Augsburgischen Kirche in Polen.

## Verkehr
Rogojny liegt an einer untergeordneten Nebenstraße, die das Zentrum des Borkener Forsts (auch: Borker Heide, polnisch Puszcza Borecka) bei Leśny Zakątek (Waldkater) mit Borki (Borken), dem Dorf Rogojny (Rogonnen) und Dybowo (Diebowen, 1938 bis 1945 Diebauen) verbindet. Eine Bahnanbindung existiert nicht.